# Диор Фишер
Диор Фишер (енгл. D'or Fischer; IPA:  /0.06/;Филаделфија, Пенсилванија, 12. октобар 1981) бивши је амерички кошаркаш. Играо је на позицијама крилног центра и центра. Као натурализовани кошаркаш наступао је за репрезентацију Израела.

## Биографија
Фишер је похађао универзитете Нортвестерн стејт (од 2000. до 2002) и Вест Вирџинија (од 2003. до 2005). На НБА драфту 2005. није изабран, те је новембра исте године сениорску каријеру започео у пољском Анвилу. Већ у јануару 2006. вратио се у САД и приступио екипи Роанок дазл из НБА развојне лиге.
Ипак, убрзо се поново обрео у европској кошарци. Сезону 2006/07. провео је у немачком Олденбургу и приказао добре партије које су му 2007. донеле учешће на олстар утакмици Бундеслиге. Наредне сезоне као члан екипе Бри завредео је епитет најкориснијег играча белгијског првенства, а између осталог у том такмичењу је био водећи по броју скокова и блокада. Уследиле су две сезоне у Макабију из Тел Авива са којим је освојио и два национална трофеја - првенство 2009. и куп 2010. године. У јулу 2010. потписао је за Реал Мадрид, а у августу 2011. прешао је у Билбао. У сезони 2012/13. играо је за Доњецк. Крајем септембра 2013. потписао је за Вашингтон визардсе који су га већ после 20-ак дана отпустили, тако да није ни заиграо у НБА лиги. У новембру те године поново се нашао у Немачкој, али овога пута у дресу Брозе баскетса из Бамберга где се и задржао до краја сезоне, а потврду за сјајну игру добио је избором у прву поставу идеалног тима Бундеслиге. Сезону 2014/15. провео је у УНИКС из Казања, а од јула 2015. до марта 2016. био је члан Хапоела из Јерусалима. У јануару 2017. потписао је за Капитанес де Аресибо, али за њих је одиграо само три утакмице. Од 14. марта 2017. па до краја те сезоне играо је за Валмијеру. У августу 2017. одлази у Јапан где потписује за Шига лејкстарсе. У овом клубу се задржао до фебруара 2019. када прелази у израелску Бнеи Херцлију где проводи остатак сезоне.

## Успеси

### Клупски
- Макаби Тел Авив:
  - Првенство Израела (1): 2008/09.
  - Куп Израела (1): 2010.

### Појединачни
- Најкориснији играч кола Евролиге (4): 2008/09. (1), 2010/11. (2), 2014/15. (1)
- Најкориснији играч Првенства Белгије (1): 2007/08.
- Прва постава идеалног тима Првенства Немачке (1): 2014.
- Учесник Ол-стар утакмице Првенства Немачке (1): 2007.